# The Vampire Diaries (3.ª temporada)
A terceira temporada da série de televisão The Vampire Diaries foi renovada oficialmente pela The CW em 26 de abril de 2011 e começou a ser exibida em 15 de setembro de 2011. A terceira temporada é composta por 22 episódios e foca na história de Klaus, sua relação com sua família e mais sobre a família original. O último episódio da temporada foi ao ar em 10 de maio de 2012.

## Sinopse
A terceira temporada abre as portas para a história de Klaus e da sua família os Originais, enquanto os motivos para ele querer Stefan do seu lado são finalmente revelados. Stefan mergulha mais fundo em seu lado negro, e Damon e Elena lutam contra a culpa de estarem se aproximando cada vez mais, mesmo quando eles estão trabalhando juntos para trazer Stefan de volta.
Os fantasmas do passado de Jeremy têm uma poderosa mensagem para lhe dar, isso sem mencionar o impacto que elas estão tendo no relacionamento dele com Bonnie Bennett. Depois do fim emotivo de seu relacionamento com Matt, Caroline se aproxima mais de Tyler, e no meio desse amor, Klaus também se apaixona por Caroline e um novo triângulo amoroso começa.
E no meio de tudo isso, Elijah ressuscita os seus irmãos, Rebekah, Kol, Finn, que antes estava em caixões com um estaca no coração. Entre os caixões, está a mãe de Klaus, Esther, uma das primeiras bruxas e que agora tem o objetivo de acabar com os seus filhos Originais e toda a raça vampírica.
Onde Elena e Stefan continuam "brigados", Stefan comenta o porque disso, junto com Alaric, que está preso no porão por problemas psicóticos onde o mesmo não está lembrado de seu lado obscuro..(isso até o episódio 19)

## Elenco

### Elenco regular
| Ator              | Personagem                       | Frequência       |
| ----------------- | -------------------------------- | ---------------- |
| Nina Dobrev       | Elena Gilbert / Katherine Pierce | 22 / 5 episódios |
| Paul Wesley       | Stefan Salvatore                 | 22 episódios     |
| Ian Somerhalder   | Damon Salvatore                  | 22 episódios     |
| Candice Accola    | Caroline Forbes                  | 19 episódios     |
| Matt Davis        | Alaric Saltzman                  | 18 episódios     |
| Joseph Morgan     | Niklaus Mikaelson                | 18 episódios     |
| Kat Graham        | Bonnie Bennett                   | 17 episódios     |
| Zach Roerig       | Matt Donovan                     | 15 episódios     |
| Michael Trevino   | Tyler Lockwood                   | 15 episódios     |
| Steven R. McQueen | Jeremy Gilbert                   | 14 episódios     |

- Michael Trevino interpretou Klaus no ultimo episódio da temporada.
- Claire Holt interpretou Esther Mikaelson durante dois episódios (19 e 20).

### Elenco recorrente
| Ator                 | Personagem          | Frequência   |
| -------------------- | ------------------- | ------------ |
| Claire Holt          | Rebekah Mikaelson   | 17 episódios |
| Susan Walters        | Carol Lockwood      | 10 episódios |
| Torrey DeVitto       | Meredith Fell       | 9 episódios  |
| Marguerite MacIntyre | Liz Forbes          | 7 episódios  |
| Malese Jow           | Annabelle           | 6 episódios  |
| Daniel Gillies       | Elijah Mikaelson    | 6 episódios  |
| Alice Evans          | Esther Mikaelson    | 6 episódios  |
| Sebastian Roché      | Mikael Mikaelson    | 5 episódios  |
| Jack Coleman         | Bill Forbes         | 5 episódios  |
| Persia White         | Abby Bennett Wilson | 5 episódios  |
| Kayla Ewell          | Vicki Donovan       | 4 episódios  |
| Caspar Zafer         | Finn Mikaelson      | 4 episódios  |
| Nathaniel Buzolic    | Kol Mikaelson       | 4 episódios  |
| Robert Ri'chard      | Jamie Wilson        | 3 episódios  |
| Cassidy Freeman      | Saje                | 3 episódios  |

### Atores convidados
| Ator              | Personagem              | Frequência  |
| ----------------- | ----------------------- | ----------- |
| Taylor Kinney     | Mason Lockwood          | 2 episódios |
| Charmin Lee       | Gloria                  | 2 episódios |
| David Gallagher   | Ray Sutton              | 2 episódios |
| Maria Howell      | Ayana                   | 1 episódio  |
| Dawn Olivieri     | Andie Star              | 1 episódio  |
| Sara Canning      | Jenna Sommers           | 1 episódio  |
| Arielle Kebbel    | Lexi Branson            | 1 episódio  |
| Lauren Cohan      | Rose                    | 1 episódio  |
| Jasmine Guy       | Sheila Bennett          | 1 episódio  |
| Kelly Hu          | Pearl                   | 1 episódio  |
| Stephen Martines  | Frederick               | 1 episódio  |
| Devon Allowitz    | Henrik Mikaelson        | 1 episódio  |
| Anna Enger        | Dana                    | 1 episódio  |
| David Colin Smith | Brian Walters           | 1 episódio  |
| Frank Brennan     | Tobias Fell             | 1 episódio  |
| Lindsey Garrett   | Samantha Gilbert        | 1 episódio  |
| Hannah Fierman    | Mariana Lockwood        | 1 episódio  |
| Erin Beute        | Miranda Sommers Gilbert | 1 episódio  |
| Jason McDonald    | Grayson Gilbert         | 1 episódio  |

## Produção
Em 26 de abril de 2011 a The CW anunciou a renovação de The Vampire Diaries para uma terceira temporada. No dia 19 de maio de 2011, junto com o anuncio da nova grade da The CW, foi anunciado que a série iria permanecer durante a quinta-feira, e iria servir como um lead-in para The Secret Circle, que também é produzido por Kevin Williamson. Os produtores executivos da temporada são; Kevin Williamson, Julie Plec, Leslie Morgenstein e Bob Levy.
A terceira temporada estreou na quinta-feira, 15 de setembro de 2011 e terminou em 10 de maio de 2012.

## Episódios
| Episódio # | Total # | Título (Título em Português)                              | Dirigido por      | Escrito por                                     | Estreia                 | Audiência em milhões (EUA) |
| --- | ------- | --------------------------------------------------------- | ----------------- | ----------------------------------------------- | ----------------------- | -------------------------- |
| 1 | 45      | "The Birthday(O Aniversário)"                             | John Behring      | Kevin Williamson & Julie Plec                   | 15 de Setembro de 2011  | 3.10                       |
| Na manhã do aniversário de 18 anos de Elena, Caroline está ocupada organizando uma festa, mas Elena está focada em procurar qualquer pista que possa ajudá-la a encontrar Stefan. Damon também está procurando por Stefan, enquanto tenta proteger Elena e impedi-la de fazer qualquer coisa que chame a atenção de Klaus. Enquanto isso, Klaus e Stefan estão ocupados com um lobisomem chamado Ray Sutton. Agora trabalhando junto com o Matt no Mytsic Grill, Jeremy está tentando entender porque ele continua vendo os fantasmas de Vicki e Anna desde que ele foi trazido de volta a vida por Bonnie. Enquanto isso, Alaric se esforça para cuidar de Elena e Jeremy, enquanto lida com a morte de Jenna. Finalmente, Caroline e Tyler enfrentam um novo e inesperado desafio.                                                           |         |                                                           |                   |                                                 |                         |                            |
| 2 | 46      | "The Hybrid(O Híbrido)"                                   | Joshua Butler     | Al Septien & Turi Meyer                         | 22 de Setembro de 2011  | 2.52                       |
| Klaus coloca em movimento um plano que lhe dará ainda mais poder, mas mesmo com a participação involuntária do lobisomem Sutton, as coisas não saem exatamente como Klaus havia planejado. Damon e Alaric relutantemente seguem com a estratégia de Elena para encontrar Stefan, levando Damon em uma luta perigosa com um inimigo inesperado. Jeremy pede ajuda para Matt para que ele possa o ajudar a entender o que os fantasmas querem dele. Sem saber que Caroline está precisando de sua ajuda, Tyler enfrenta um confronto emocional com sua mãe. |         |                                                           |                   |                                                 |                         |                            |
| 3 | 47      | "The End of the Affair (Fim De Caso)"                     | Chris Grismer     | Caroline Dries                                  | 29 de Setembro de 2011  | 2.74                       |
| Klaus e Stefan chegam em Chicago, onde Stefan se reune com uma vampira, que ainda não superou o seu interesse por ele nas últimas décadas. Em um flashback de Chicago na década de 1920, Stefan fica cara-a-cara com um capítulo chocante de seu passado selvagem. Depois de Damon receber uma dica sobre o paradeiro de Klaus e Stefan de uma fonte inesperada, ele e Elena seguem sua trilha. De volta em Mystic Falls, Tyler está preocupado com Caroline e vai até a Xerife Forbes para obter ajuda. |         |                                                           |                   |                                                 |                         |                            |
| 4 | 48      | "Disturbing Behavior (Comportamento Incômodo)"            | Wendey Stanzler   | Brian Young                                     | 6 de Outubro de 2011    | 2.63                       |
| Ainda em Chicago, Klaus usa Glória, uma bruxa que ele conhecia há muito tempo, para ajudá-lo a rastrear informações para saber porque seu plano não está funcionando. Feitiços de Gloria revelam vislumbres da verdade, mais ela logo percebe que precisa do conhecimento de Stefan para completar o quebra cabeça. Quando Stefan de repente se vê em perigo, a ajuda vem de um aliado surpreendente. Volta em Mystic Falls, um inimigo frustante novo empurra Damon sobre a beira e o ataca de uma maneira que terão consequências duradouras. Caroline luta com seus próprios problemas emocionais, mesmo quando ela tenta ajudar Elena a encarar seus sentimentos. Jeremy faz uma descoberta perturbadora, com seus fantasmas, o que o deixa mais confuso do que nunca. Finalmente, Bonnie tem um estranho encontro que irá afetar a todos. |         |                                                           |                   |                                                 |                         |                            |
| 5 | 49      | "The Reckoning (O Reconhecimento)"                        | John Behring      | Michael Narducci                                | 13 de Outubro de 2011   | 2.89                       |
| Apesar de tudo o que aconteceu, Caroline está determinada a ver que Elena, Bonnie, Matt e Tyler que todos desfrutem bem da noite antiga tradicional antes do ano começar na Mystic Falls High School. No entanto, quando pessoas que não foram convidadas aparecem, não demora muito para a noite tomar um rumo mortal. Damon convence Jeremy que ele pode usar sua nova conexão para o outro lado para ajudar a encontrar uma maneira de derrotar Klaus. Finalmente, Klaus aprofunda seu poder sobre Stefan e usá-lo para fins cada vez mais violento e perigoso. |         |                                                           |                   |                                                 |                         |                            |
| 6 | 50      | "Smells Like Teen Spirit (Tem O Cheiro Da Juventude)"     | Rob Hardy         | Julie Plec & Caroline Dries                     | 20 de Outubro de 2011   | 3.03                       |
| No primeiro dia do seu último ano, Elena, Caroline, Bonnie e Matt ainda estão se recuperando dos eventos recentes, enquanto Tyler parece estar desfrutando um pouco demais de tudo. Damon é incomodado por um hóspede novo, e todos são surpreendidos pela chegada de um novo aluno na aula de história de Alaric. Matt pede ajuda a Bonnie após perceber que cometeu um grave erro. Enquanto isso, Stefan continua a realizar sua mais recente tarefa que foi designada por Klaus. Steven R. McQueen também estrela. |         |                                                           |                   |                                                 |                         |                            |
| 7 | 51      | "Ghost World (Mundo Fantasma)"                            | David Jackson     | Rebecca Sonnenshine                             | 27 de Outubro de 2011   | 3.28                       |
| Como Mystic Falls se prepara para celebrar a noite de iluminação tradicional, a cidade é invadida por espíritos dos mortos. Depois de um encontro particularmente violento, com um espírito irado, Damon pede Bonnie para encontrar a razão por trás dos poderes surpreendentes dos fantasmas. Elena convence Jeremy para usar sua conexão com o outro lado para ajudá-la a encontrar uma nova maneira de se comunicar com Stefan, levando Jeremy a uma escolha terrível. Finalmente, Alaric descobre uma pista longa e escondida para o passado. |         |                                                           |                   |                                                 |                         |                            |
| 8 | 52      | "Ordinary People (Gente Comum)"                           | J. Miller Tobin   | Nick Wauters, Julie Plec & Caroline Dries       | 3 de Novembro de 2011   | 3.51                       |
| Com a ajuda de Elena e Bonnie, Alaric tenta decifrar o significado por trás de sua recente descoberta. Elena e Rebekah se envolve em uma luta de poder, até que Rebekah finalmente revela alguns dos segredos antigos de sua família e do passado violento que ela dividiu com Klaus e Elijah. Damon tenta uma abordagem irresponsável nova para fazer um grande avanço com Stefan, mais ambos são surpreendidos por um aliado improvável. |         |                                                           |                   |                                                 |                         |                            |
| 9 | 53      | "Homecoming (O Baile)"                                    | Joshua Butler     | Evan Bleiweiss                                  | 10 de Novembro de 2011  | 3.17                       |
| Na noite do baile em comemoração de volta às aulas, Rebekah se abre para Elena sobre o por que aquela noite é tão importante para ela, deixando Elena com emoções conflitantes. Caroline e Matt estão chocados com o comportamento de Tyler durante toda a noite. A noite sofre uma reviravolta surreal quando Klaus coloca o seu mais recente plano em ação. Determinado a ser mais esperto que Klaus, Damon entra em uma parceria perigosa, levando a uma reviravolta de terríveis eventos. |         |                                                           |                   |                                                 |                         |                            |
| 10 | 54      | "The New Deal (A Nova Ordem)"                             | John Behring      | Michael Narducci                                | 5 de Janeiro de 2012    | 3.32                       |
| Stefan escondeu os caixões contendo os corpos da família de Klaus, e Klaus rapidamente se utiliza da violência para convencer Damon e Elena de que ninguém estará a salvo até que ele encontre Stefan e consiga ter sua família de volta. Tyler continua tendo a maioria de suas habilidades como híbrido, mas também precisa encarar as consequências perturbadoras de suas ações. Depois de um acidente aterrorizante, Elena e Alaric ficam cada vez mais preocupados com as atitudes de Jeremy e, em última instância, com sua segurança. Alaric conhece a bela Dra. Fell, que fica intrigada com sua habilidade incrível de se curar. Enquanto tenta chegar a um acordo com Klaus, Elena conta uma notícia que o deixa verdadeiramente chocado.                                                                                            |         |                                                           |                   |                                                 |                         |                            |
| 11 | 55      | "Our Town (Nossa Cidade)"                                 | Wendey Stanzler   | Rebecca Sonnenshine                             | 12 de Janeiro de 2012   | 2.86                       |
| Apesar de Caroline não estar nada animada para comemorar seu aniversário de 18 anos, Elena, Bonnie e Matt a surpreendem com uma pequena festa em uma localização incomum. Damon e Stefan discordam sobre a melhor maneira de lidar com Klaus, e um imprudente Stefan decide testar sua teoria, de levar as coisas a extremos perigosos. Bonnie está preocupada quando Elena diz a ela sobre os novos planos de Jeremy. Na reunião dos Fundadores, Alaric, mais uma vez ajuda a Dra. Fell, que está no meio de uma discussão com seu ex-namorado, o médico legista. Tyler se recusa a fazer a mais recente ordem de Klaus, e é surpreendido quando Klaus parece aceitar sua decisão. |         |                                                           |                   |                                                 |                         |                            |
| 12 | 56      | "The Ties That Bind (Os Laços Que Unem)"                  | John Dahl         | Brian Young                                     | 19 de Janeiro de 2012   | 2.71                       |
| Bonnie acredita que seu sonhos recorrentes com os caixões de Klaus irá lhe revelar como ele pode ser morto. Os sonhos também levam Bonnie a um reencontro com sua mãe, Abby, que ela não vê há 15 anos. Na distante fazenda de Abby, Bonnie e Elena encontrarão Jamie, um jovem rapaz que Abby pegou para criar a alguns anos. O aparecimento súbito de Bonnie pegará Abby desprevenida, mas ela dará seu melhor para explicar o que houve no passado. Tyler se juntará a um inesperado aliado em sua busca para recuperar seu livre arbítrio. Damon estará intrigado com a nova amiga de Alaric, Dra. Fell, e Klaus dará continuidade a suas amargas negociações com Stefan a respeito dos caixões de sua família. |         |                                                           |                   |                                                 |                         |                            |
| 13 | 57      | "Bringing Out The Dead (Que Venham Os Mortos)"            | Jeffrey Caça      | Turi Meyer & Al Septien                         | 2 de Fevereiro de 2012  | 2.74                       |
| Xerife Forbes dá algumas notícias perturbadoras para Alaric e Elena sobre uma arma usada em um recente assassinato. Na corrida dos irmãos Salvatore para matar Klaus, Stefan volta-se para Bonnie e Abby, enquanto Damon estende a mão a um velho conhecido para ajudá-lo na criação de um plano elaborado. Com a intensão de fazer seu próprio plano, Klaus é o anfitrião de um estranho jantar no qual, enquanto ele revela outra história sobre o passado violento de sua família, um convidado inesperado põe um fim a essa festa. Enquanto isso, Caroline fica de coração partido quando ela não consegue evitar os desdobramentos de uma tragédia. |         |                                                           |                   |                                                 |                         |                            |
| 14 | 58      | "Dangerous Liaisons (Ligações Perigosas)"                 | Chris Grismer     | Caroline Dires                                  | 9 de Fevereiro de 2012  | 3.08                       |
| Elena fica surpresa ao receber um convite para um baile formal, e quando Damon e Stefan ouvem que a festa irá ocorrer na nova mansão de Klaus, os dois insistem em acompanhá-la até o evento. Caroline e Matt também recebem convites para o baile de adimiradores inesperados. Na festa elegante, Elena descobre um plano horrível que será responsável por numerosas mortes, e ela deve decidir a quem ela deve confiar sua nova informação. Caroline descobre um lado de Klaus que ninguém teria suspeitado. Finalmente, depois de uma noite de violência e esperanças destruídas, Damon encontra um novo modo de lidar com as situações. |         |                                                           |                   |                                                 |                         |                            |
| 15 | 59      | "All My Children (Todos Os Meus Filhos)"                  | Pascal Vrschooris | Evan Bleiweiss & Michael Narducci               | 16 de Fevereiro de 2012 | 2.90                       |
| Depois de começar o dia descobrindo a nova burrada de Damon, Elena está frustrada por descobrir que nenhum de seus amigos concordam com a sua ideia de como eles devem reagir ao poder da família Original. Mais uma vez presas no destino das bruxas Bennett, Bonnie e Abby se encontram fazendo um ritual para acalmar os espíritos da natureza. Quando Elijah dá um ultimato a Damon e Stefan que põe Elena em perigo, eles pedem a ajuda de Alaric e Meredith para montar um plano que faz com que eles tomem uma terrível decisão. |         |                                                           |                   |                                                 |                         |                            |
| 16 | 60      | "1912"                                                    | John Behring      | Julie Plec & Elisabeth R. Finch                 | 15 de Março de 2012     | 2.64                       |
| Os assassinatos atuais de Mystic Falls relembram Damon de uma onda de crimes semelhantes ocorridos há um século atrás. Em flashbacks de 1912, Damon se lembra de uma vampira bonita, Sage, que lhe ensinou uma nova forma de existir. Xerife Forbes avisa Damon para não se envolver em sua investigação, mas Damon está convencido de que ela está atrás do suspeito errado. Elena e Matt buscam evidências para provar que Dra. Fell é a assassina. Por razões que apenas ela conhece, Rebekah, se interessa em localizar um dos mais antigos monumentos da cidade. Finalmente, Elena chega em um novo entendimento sobre o rumo que sua vida tomou, e Damon faz uma confissão comovente para Stefan. |         |                                                           |                   |                                                 |                         |                            |
| 17 | 61      | "Break On Through (Abrindo Caminho)"                      | Lance Anderson    | Rebecca Sonnenshine                             | 22 de Março de 2012     | 2.69                       |
| Um século desde a primeira vez em que se conheceram, Damon e Sage se encontram novamente no evento que comemora a restauração da Wickery Bridge. Damon fica surpreso ao descobrir o motivo da volta de Sage, e fica feliz quando ela sugere um método pouco usual para ajudá-lo a descobrir o que Rebekah está aprontando. Abby está tendo dificuldades para se ajustar à sua nova realidade, apesar dos esforços de Bonnie e Caroline em ajudá-la. Quando Damon informa Elena sobre as mais recentes dificuldades de Stefan, ela vai atrás de Stefan para pedir que ele a ajude a salvar uma amiga, na tentativa que isso faça com que ele se reaproxime do que lhe resta de humanidade. Por fim, quando Damon descobre uma nova arma secreta, ele conta a novidade para Stefan.                                                              |         |                                                           |                   |                                                 |                         |                            |
| 18 | 62      | "The Murder of One (A Morte De Um)"                       | J. Miller Tobin   | Caroline Dries                                  | 29 de Março de 2012     | 2.44                       |
| Damon e Stefan se concentram no novo plano que deixará a destruição de Klaus mais próxima, e eles rapidamente convidam Elena, Caroline e Matt para se juntar a eles. Depois de Klaus ameaçar alguém próximo a Bonnie, ela não tem escolha a não ser trabalhar com o feitiço que ele precisa. Enquanto isso, Klaus e Rebekah descobrem um motivo perfeito para fazer Finn cooperar com eles, mas Rebekah está mais focada em seu plano brutal para se vingar de Damon. Um tumulto emocional leva Stefan a confrontar Klaus e, mais tarde, ter um momento comovente com Elena. |         |                                                           |                   |                                                 |                         |                            |
| 19 | 63      | "Heart of Darkness (Coração Da Escuridão)"                | Chris Grismer     | Brian Young & Evan Bleiweiss                    | 19 de Abril de 2012     | 2.21                       |
| Elena e Damon viajam juntos para se certificar de que Jeremy está em segurança em Denver, e para checar se as habilidades especiais do garoto podem ajudá-los a conseguir informações sobre as linhagens ancestrais dos vampiros. Assim que chegam, eles percebem que Jeremy está andando com as pessoas erradas. Stefan e Klaus atingem extremos brutais para conseguir a arma que está faltando. Caroline fica emocionada quando Tyler retorna à cidade, mas Tyler suspeita que algo está acontecendo entre ela e Klaus. Matt fica ocupado tentando manter Rebekah ocupada e organizando um baile de época dos anos 20. |         |                                                           |                   |                                                 |                         |                            |
| 20 | 64      | "Do Not Go Gentle (Não Seja Gentil)"                      | Joshua Butler     | Michael Narducci                                | 26 de Abril de 2012     | 2.22                       |
| Alaric encontra um aliado inesperado para guiá-lo em seu perigoso novo caminho, enquanto Damon e Meredith tentam descobrir qual deve ser o seu próximo passo. No baile dos anos 20 da escola, Bonnie pede a Jamie para ir com ela e, seguindo uma sugestão de Caroline, Elena pede a Stefan pra ser seu par. Caroline fica alegre e surpresa quando Tyler aparece no baile determinado a fazê-la dançar, mas Klaus faz de tudo para ficar entre os dois. O baile se mostra possivelmente mortal quando Damon e Stefan percebem que precisam da ajuda de Matt, Jeremy e especialmente Bonnie para desfazer um feitiço que poderia ser devastador para todos. |         |                                                           |                   |                                                 |                         |                            |
| 21 | 65      | "Before Sunset (Antes Do Pôr Do Sol)"                     | John Behring      | Chris Grismer                                   | 3 de Maio de 2012       | 2.54                       |
| Klaus age no que diz respeito ao seu plano de sair da cidade com Elena, mas descobre que terá a resistência de um novo e surpreendente inimigo. Enquanto isso, Bonnie chama Abby (Persia White) para ajudá-la com um feitiço complicado. Os eventos começam a sair de controle, portanto, Elena fica ainda mais determinada a proteger Caroline, Damon e Stefan. Para isso, ela pede a ajuda de Tyler, enquanto Bonnie e Jeremy se arriscam para que o feitiço funcione. Para completar, Damon e Stefan conversam calmamente sobre o futuro. |         |                                                           |                   |                                                 |                         |                            |
| 22 | 66      | "The Departed (Aqueles Que Partiram)"Final De Temporada"" | John Behring      | Brett Matthews, Elizabeth R. Finch & Julie Plec | 10 de Maio de 2012      | 2.53                       |
| Determinado em proteger sua irmã, Jeremy toma uma decisão que irá mudar tudo. Na dura realidade da situação presente, Elena deseja tempos mais simples quando seus pais, Grayson e Miranda, e tia Jenna ainda estavam vivos e sua maior preocupação era seu relacionamento com Matt. Stefan e Damon deixam Mystic Falls juntos em uma missão, mas logo se separam quando Elena precisa de um deles. Caroline e Tyler são forçados a tomar uma decisão que irá mudar suas vidas. Finalmente, Bonnie faz um acordo secreto que tem consequências devastadoras. |         |                                                           |                   |                                                 |                         |                            |